# Rejanellus granulatus
Rejanellus granulatus är en spindelart som först beskrevs av Bryant 1940.  Rejanellus granulatus ingår i släktet Rejanellus och familjen krabbspindlar.
Artens utbredningsområde är Kuba. Inga underarter finns listade i Catalogue of Life.